# American Horror Story: Hotel
American Horror Story: Hotel é a quinta temporada da série de televisão American Horror Story, da FX. A temporada estreou em 7 de outubro de 2015 e terminou em 13 de janeiro de 2016.
Os membros do elenco que retornam de temporadas anteriores incluem Kathy Bates, Sarah Paulson, Evan Peters,  Wes Bentley, Matt Bomer, Chloë Sevigny, Denis O'Hare e Angela Bassett, junto com os novos membros de elenco Cheyenne Jackson e Lady Gaga.

## Sinopse
John Lowe é um detetive que tem seu casamento com a médica Alex Lowe abalado após o desaparecimento de seu filho Holden. Ele é atraído para o Hotel Cortez devido a uma série de mortes que estão sendo cometidas por um serial killer cujas vítimas representam a violação de um dos Dez Mandamentos. Misteriosamente, John parece encontrar Holden no hotel. Procurando por mais informações, ele descobre que o hotel foi fundado pelo magnata e assassino em série James Patrick March, na década 1920, e construído com paredes e corredores secretos, utilizados principalmente para aprisionar e descartar os corpos de suas vítimas. Nos dias atuais, o hotel é regido por Elizabeth, conhecida como "A Condessa", que se alimenta de sangue junto com seu amante Donovan com a ajuda dos funcionários Iris, mãe de Donovan, e a barman transgênero Liz Taylor. O hotel também tem o poder de prender a alma das pessoas que morreram em sua propriedade, como a viciada Sally.

## Elenco e personagens

### Principal
- Kathy Bates como Iris
- Sarah Paulson como Sally McKenna e Billie Dean Howard
- Evan Peters como James Patrick March
- Wes Bentley como Det. John Lowe
- Matt Bomer como Donovan
- Chloë Sevigny como Dra. Alex Lowe
- Denis O'Hare como Liz Taylor
- Cheyenne Jackson como Will Drake
- Angela Bassett como Ramona Royale
- Lady Gaga como Elizabeth Johnson / A Condessa

### Convidados especiais
- Mare Winningham como Hazel Evers
- Finn Wittrock como Tristan Duffy e Rudolph Valentino
- Naomi Campbell como Claudia Bankson
- Lily Rabe como Aileen Wuornos
- Gabourey Sidibe como Queenie

### Recorrente
- Christine Estabrook como Marcy
- Max Greenfield como Gabriel
- Richard T. Jones como Andrew Hahn
- Shree Crooks como Scarlett Lowe
- Helena Mattsson como Agnetha
- Kamilla Alnes como Vendela
- Lennon Henry como Holden Lowe
- Lyric Lennon como Lachlan Drake
- Mädchen Amick como Sra. Ellison
- Alexandra Daddario como Natacha Rambova

### Convidado
- Roxana Brusso como Dra. Kohan
- David Naughton como Sr. Samuels
- John Carroll Lynch como John Wayne Gacy
- Seth Gabel como Jeffrey Dahmer
- Anthony Ruivivar como Richard Ramirez
- Nico Evers-Swindell como Craig
- Darren Criss como Justin
- Robert Knepper como Tenente
- Jessica Lu como Babe
- Kristen Ariza como Sra. Pritchard
- Mouzam Makkar como Enfermeira Leena
- Matt Ross como Dr. Charles Montgomery
- Charles Melton como Sr. Wu
- David Barrera como Dr. Kaplan
- Marla Gibbs como Cassie Royale
- Henry G. Sanders como Sr. Royale
- Josh Braaten como Douglas Pryor
- Marco Rodriguez como El Rey
- Josh Pence como Nick Harley
- Lindsay Pulsipher como Tina Black
- Alanna Ubach como Jo
- Amir Talai como Mitch

## Episódios
| N.º na série | N.º na temp. | Título                                                            | Dirigido por      | Escrito por                | Exibição original      | Audiência (milhões) |
| --- | ------------ | ----------------------------------------------------------------- | ----------------- | -------------------------- | ---------------------- | ------------------- |
| 52 | 1            | "Checking In" "(Fazendo Check-In)"                                | Ryan Murphy       | Ryan Murphy & Brad Falchuk | 7 de outubro de 2015   | 5.81                |
| Duas turistas suecas realizam check-in no Hotel Cortez. Elas são atacadas por uma criatura desfigurada que estava dentro do colchão do seu quarto. Iris muda elas para o quarto 64, onde uma delas adormece e acorda para encontrar sua amiga que está sendo comida por crianças fantasmagóricas. O Detetive John Lowe recebe um telefonema estranho dizendo-lhe para ir para o Hotel onde também adormece e acorda com uma visão de seu filho desaparecido, Holden. Gabriel também faz Check-in no hotel e é violentamente estuprada pelo demônio do vício. Antes de Gabriel morrer, Sally aparece e pede-lhe para lhe dizer que ele a ama. Elizabeth e Donovan tem um quarteto sexual com um casal que acabaram de conhecer. Durante o sexo, eles cortam as gargantas do casal e se deliciam com o sangue. Will Drake, o novo proprietário do hotel, chega com seu filho Lachlan. Em 1994, Sally e Donovan realizam check-in no Hotel Cortez, quando Iris bate na porta e discute com Sally para drogá-lo. Quando Sally o deixa desorientado, Iris empurra ela, jogando-a contra a janela que acaba morrendo. Iris retorna para o quarto para ver Elizabeth admirando Donovan e pede sua identidade. No quarto 64, John chega com sua bagagem. |              |                                                                   |                   |                            |                        |                     |
| 53 | 2            | "Chutes and Ladders" "(Calhas e Escadas)"                         | Bradley Buecker   | Tim Minear                 | 14 de outubro de 2015  | 4.06                |
| Will Drake apresenta um show de moda com a ajuda da editora da Vogue, Claudia Bankson, no saguão do hotel. Tristan Duffy, um viciado em drogas e uma estrela narcisista do show. Ele conhece a Condessa, que o transforma em um vampiro e os dois se envolvem em um relacionamento sexual. Donovan descobre e fica com ciúmes, resultando com a Condessa terminando o relacionamento entre os dois. John vai para prender Iris, mas muda de idéia quando ela concorda em dizer a ele o que realmente está acontecendo no hotel. Ela diz a ele a história através de flashback do sádico James Patrick March, que construiu o hotel na década de 1920 como um lugar para ele para satisfazer a sua necessidade de matar e torturar as pessoas. Eventualmente, sua lavadeira leal Miss Evers informa que a polícia está no hotel procurando por ele como alguém derrubou-los sobre seu hábito mortal. Em vez de deixar-se ser pego, ele mata Miss Evers e depois se suicida. Enquanto isso, Lachlan e Scarlett desenvolvem uma amizade e Lachlan mostra a ela um quarto com uma piscina no seu interior vazia que contém quatro pequenos caixões para crianças da Condessa. Scarlett reconhece seu irmão, Holden, em um dos caixões e retorna para o hotel no dia seguinte para falar com ele. Ela tira uma foto de si mesma com ele para provar a seus pais que ele ainda está vivo, mas quando John olha para a foto, Holden é borrado. |              |                                                                   |                   |                            |                        |                     |
| 54 | 3            | "Mommy" "(Mamãe)"                                                 | Bradley Buecker   | James Wong                 | 21 de outubro de 2015  | 3.20                |
| Tristan torna-se fascinado com March e promete matar Drake depois que ele revela que os planos para a sua versão do hotel renovado incluem destruir o chão, onde March e Miss Evers residem. Depois de seduzi-lo mais tarde naquela noite, Tristan é parado de matar Drake pela Condessa, que revela que ela planeja se casar com Drake, em seguida, matá-lo se ganhar todos os seus bens, depois que ela perdeu todo o seu dinheiro depois de tomar decisões financeiras com Bernie Madoff. Iris é mais uma vez rejeitada como uma mãe por Donovan, que diz a ela para se matar. Donovan é sequestrado por Ramona Royale, uma ex-amante da condessa, que tem o objetivo de matar crianças da Condessa em vingança pelo assassinato do amante masculino de Royale que a condessa assassinou em um ataque de fúria. Após a liberação de Donovan, que ela vê não tem valor para ela devido à seu termino com a Condessa, Donovan verifica novamente o hotel apenas como Iris decidiu acabar com sua vida, depois de ser convencida por Donovan que ela não tem mais nada para viver, por uma overdose de heroína fornecida pela Sally Hipodérmica. Após a heroína não conseguir matá-la, Sally sufoca Iris com um saco plástico, matando-a. No entanto, Donovan imediatamente rompe o quarto e traz Iris de volta à vida, alimentando-a de seu sangue. Enquanto isso, Alex serve John com os papéis do divórcio depois que Scarlett traz de volta memórias de Holden e complica as coisas para a família. Ao sair do hotel, Alex vê Holden, que diz: "Oi mamãe", o que a choca. |              |                                                                   |                   |                            |                        |                     |
| 55 | 4            | "Devil's Night" "(A Noite do Diabo)"                              | Loni Peristere    | Jennifer Salt              | 28 de outubro de 2015  | 3.04                |
| No Halloween, Richard Ramirez faz check-in no hotel e vai em uma onda de assassinatos. À medida que o dia passa, mais serial killers fazem check-in, incluindo Aileen Wuornos, que atende John no bar e tenta matá-lo. Ele a subjuga e aprende dos outros assassinos, mas pensa que são pessoas em trajes de Halloween. Liz informa João do jantar anual Noite do Diabo de March, onde os mais notórios assassinos em série norte-americanos, que já tinha verificado o hotel antes da sua apreensão ou morte, se reúnem e celebram os seus crimes. Além de John e Wuornos são introduzidos por March, Ramirez, John Wayne Gacy, Jeffrey Dahmer, e o assassino do zodíaco. Durante o decorrer do jantar, John testemunha os convidados assassinar um homem que foi pego por Sally. Enquanto isso, Alex leva Holden para casa para diagnosticar o que está errado com ele, apenas para vê-lo matar seu cão e começar a beber o seu sangue. Depois de Holden deseja visitar sua "outra mãe", ele a leva a Elizabeth, a quem Alex confronta. Elizabeth afirma que John é negligente e explica que ela levou Holden longe de seus pais para "salvá-lo". Elizabeth oferece Alex a oportunidade, para que Alex concorda lentamente, para se tornar uma vampira e que ela possa passar o resto da eternidade com seu filho. |              |                                                                   |                   |                            |                        |                     |
| 56 | 5            | "Room Service" "(Serviço de Quarto)"                              | Michael Goi       | Ned Martel                 | 4 de novembro de 2015  | 2.87                |
| Iris e Donovan atendem Ramona e discutem sobre a forma de se vingar de Elizabeth e chega a fazer Iris seu homem interior como Elizabeth nunca suspeitaria dela. Enquanto isso, Alex sente pena do paciente dela, Max, e o transforma. No dia seguinte, Max se alimenta de seus pais e vai para a escola e começa uma estirpe do vírus, infectando seus amigos que, em seguida, se alimentam de vários professores. John acorda novamente, desta vez arranhado e na cama com Sally. Ela afirma que ele praticamente arrastou-a para o seu quarto a partir do bar, onde eles tiveram relações sexuais. John nega fazendo nada disso e deixa Sally no quarto. Um casal de descolados arrogantes fazem check-in no hotel e frustram Iris. Ela recebe conforto de Liz, que detalha como ela veio a ser um funcionário do hotel. Em última análise, Iris brutalmente assassina e se alimenta dos descolados em um acesso de raiva. Elizabeth e Holden conhecem Alex, e ele percebe que ela foi transformada. Alex começa a trabalhar como novo governanta das crianças, e iria fazê-lo desde que ela segue as regras. |              |                                                                   |                   |                            |                        |                     |
| 57 | 6            | "Room 33" "(Quarto 33)"                                           | Loni Peristere    | John J. Gray               | 11 de novembro de 2015 | 2.64                |
| Em um flashback de 1926, na Casa dos Assassinatos, Dr. Charles Montgomery reúne-se com Elizabeth para realizar um aborto. Durante o processo, o bebé ataca a auxiliar de enfermagem de Charles, quando Elizabeth acorda, ele anuncia que ela teve um menino. Nos dias atuais, é revelado que Elizabeth o mantém no quarto 33. John encontra Alex no caixão e desmaia ao vê-la. John mais tarde faz check-out no hotel e volta para casa. Donovan retorna, juntamente com Ramona e Iris, com um plano para assassinar as crianças, no entanto, ele desiste e vai para o apartamento de cobertura na esperança de ver Elizabeth, mas em vez disso encontra Agnetha e Vendela, as duas turistas suecas, e os três têm uma conversa sobre encontrando seu propósito após a morte. Enquanto isso, Tristan e Liz começam um relacionamento, e se preocupam com a reação de Elizabeth. Tristan e Liz dizem a Elizabeth e perguntam se eles podem estar juntos, mas Elizabeth, mata Tristan. |              |                                                                   |                   |                            |                        |                     |
| 58 | 7            | "Flicker" "(Cintilação)"                                          | Michael Goi       | Crystal Liu                | 18 de novembro de 2015 | 2.64                |
| Duas figuras fantasmagóricas são encontrados em um dos corredores do Hotel Cortez. Em 1925, Los Angeles, uma jovem Elizabeth entra em um relacionamento com o ator Rodolfo Valentino. Ele morre prematuramente e Elizabeth se casa com James March. Valentino depois aparece e explica que ele falsificou a sua morte e fala sobre o dom imortal. Ele muda Elizabeth, mas um March cheio de ciúmes bloqueia Valentino e sua esposa no corredor. Em nossos dias, John Lowe verifica o hospital de Los Angeles e encontra uma menina, chamada Wren (Jessica Belkin), que é cúmplice do Assassino dos Dez Mandamentos. Ele quer descobrir quem é o assassino, mas a garota escapa, e é morta em um acidente de estrada. |              |                                                                   |                   |                            |                        |                     |
| 59 | 8            | "The Ten Commandments Killer" "(O Assassino dos Dez Mandamentos)" | Loni Peristere    | Ryan Murphy                | 2 de dezembro de 2015  | 2.31                |
| Após a morte de Wren, John dirige ao Hotel Cortez e exige saber quem é o Assassino dos Dez Mandamentos. Sally leva ao quarto 64 e revela um quarto secreto que March havia construído décadas antes, onde ela revela que John é o assassino. Percebendo o que ele fez, John vai para o necrotério e confessa ao Detective Hahn. Através de uma série de flashbacks, é revelado que John tinha visitado o Hotel Cortez pela primeira vez em 2010. Ele entrou em contato com March, que decidiu que John era o cúmplice perfeito para continuar seu trabalho. Para levá-lo a viver verdadeiramente no mundo de trevas, March convenceu Elizabeth sequestrar Holden. Atormentado, John vai atrás de Martin Gamboa, e lhe assassina. Sally quase permite que John se mate depois de perceber o que ele fez, mas March o salva, alegando a Sally que pode tê-lo depois de John terminar todos os assassinatos. |              |                                                                   |                   |                            |                        |                     |
| 60 | 9            | "She Wants Revenge" "(Ela Quer Vingança)"                         | Michael Uppendahl | Brad Falchuck              | 9 de dezembro de 2015  | 2.14                |
| Elizabeth reflete sobre sua situação atual e percebe que ela só tem espaço para aqueles que ela pode sentir amor por isso rastreia Valentino e Natasha. Ela planeja construir o Cortez como um abrigo contra o mundo moderno para ela e Rudy, mas apenas depois de assassinar Will. Alex rastreia as crianças desde o massacre da escola e encontra todos os corpos de seus pais. Ela tenta trazer as crianças de volta para o Cortez, mas eles se recusam e fogem. Enquanto isso, Donovan diz Ramona eles precisam apressar seus planos de vingança pois Elizabeth e Will estão para se casar naquela noite. Como Ramona está prestes a esfaquear Elizabeth, Donovan trai e tranca-se no corredor abandonado dentro de uma gaiola de neon. Will vai se casar com Elizabeth em uma cerimônia privada e imediatamente após o casamento, March introduz Bartholomew. Por falar mal de seu filho, Elizabeth aprisiona Will com Ramona em uma câmera. Como Ramona agora está livre da gaiola, ela corta sua garganta e bebe o seu sangue. |              |                                                                   |                   |                            |                        |                     |
| 61 | 10           | "She Gets Revenge" "(Ela Consegue Vingança)"                      | Bradley Buecker   | James Wong                 | 16 de dezembro de 2015 | 1.85                |
| Natasha aceita o convite de Elizabeth para ficar no hotel, no entanto Elizabeth a mata, logo depois que ela chega. Donovan vai visitar Rudolph no motel e depois de uma acalorada discussão, o mata. John e Alex reacender seu relacionamento juntando-se uns com os outros para encontrar as crianças que foram transformadas como resultado de Alex salvar um de seus pacientes com seu próprio sangue. Eles encontra-os e convence as crianças a voltar para o hotel, e induzi-los a ser selado com Ramona. Sally não gosta do fato de que John e Alex estão juntos novamente e promete que ela vai matá-lo se John não ficar com ela. Enquanto isso, Liz procura ajuda de Miss Evers para ajudar a reconectar com seu filho, Douglas, e ele convida-o para ficar no hotel por uma semana com todas as despesas pagas. Liz liga gradualmente com seu filho e Douglas admite que ele quer o pai em sua vida, independentemente se ela é uma mulher. Iris e Liz estava pensando em se matar juntos, mas Liz desiste. Em vez disso, ela e Iris se unem para assumir o hotel, começando com um tiroteio à cobertura de Elizabeth. |              |                                                                   |                   |                            |                        |                     |
| 62 | 11           | "Battle Royale" "(Batalha Real)"                                  | Michael Uppendahl | Ned Martel                 | 6 de janeiro de 2016   | 1.84                |
| Liz Taylor e Iris atiram em Elizabeth e Donovan, e Elizabeth escapa enquanto Donovan acaba morrendo. Iris e Liz move ele para fora do hotel para morrer, então ele não vai ser preso lá dentro. Sally, relembra um traficante de drogas velho, bem como um par de músicos que eram bons para ela na década de 1990. Iris e Liz discutem e acabam liberando Ramona como uma arma contra Elizabeth. Ramona confronta Elizabeth, mas Elizabeth convence sua antiga amante para mais uma rodada de sexo e, em seguida, ela vai deixar Ramona matá-la. Elizabeth posteriormente embala as coisas e está prestes a sair do hotel, mas ela é baleada por John durante a tentativa de entrar no elevador. A morte é definida por John pelo mandamento "Não matarás", e ele apresenta a cabeça de Elizabeth como um troféu para James March. O fantasma de Elizabeth chega à suíte de March que lhe diz que ele pode finalmente perdoar Elizabeth por tê-lo entregado para a polícia; ela admite que não fez isso. Hazel admite que ela chamou a polícia, para que ela pudesse ter de March para si mesma. March rejeita Hazel banindo ela de sua presença. |              |                                                                   |                   |                            |                        |                     |
| 63 | 12           | "Be Our Guest" "(Seja Nosso Convidado)"                           | Bradley Buecker   | John J. Gray               | 13 de janeiro de 2016  | 2.24                |
| Liz reflete sobre a reinvenção do Hotel Cortez sob nova administração. Liz e Iris lamentam os novos problemas que os fantasmas assassinos estão deixando, e decide resolver as coisas antes que os hóspedes permanentemente parem de chegar. Sally e Will discordam de não parar de matar, mas March concorda com Liz e Iris que eles precisam parar de profanar sua casa. Mais de um ano se passa depois da morte de Will, Liz inspira vontade de começar a desenhar novos modelos. Liz ainda sente falta de Tristan, e Iris convida Billie Dean Howard para se comunicar com amor perdido de Liz. Liz descobre que ela é doente terminal com câncer de próstata e decide morrer no Hotel. As garras da Condessa rasgam a garganta de Liz, enquanto os outros fantasmas assistem. Só então, ela é visitada por Tristan, que não queria interferir para que Liz pudesse continuar a viver a sua vida. Ramona e Iris estão consternadas com o efeito que a medium teve sobre a reputação do Hotel. John convida Billie Dean para a noite do Diabo anual como o "favor" do ano, e os fantasmas oferecer-lhe a escolha de não mencionar o Cortez novamente, ou ela vai ser rastreada e morta. Billie foge e John deixa a festa para estar com sua família. |              |                                                                   |                   |                            |                        |                     |

## Produção

### Desenvolvimento
Em 13 de outubro de 2014, foi anunciado que a série havia sido renovada para uma quinta temporada, que estreou em 7 outubro de 2015. John Landgraff, presidente da FX, anunciou que a série seria "totalmente reinventada". Em 25 de fevereiro de 2015, Lady Gaga publicou um vídeo de 22 segundos no seu Twitter, que anunciava não apenas sua participação na série, como o subtítulo da mesma, Hotel, baseado no musical de 1935, Top Hat. Ryan Murphy explicou que, entrariam vários cantores que seriam atores na temporada, mas, ao contrário da temporada anterior, Freak Show, não haveria números musicais. Ryan também anunciou que a temporada seria mais assustadora, sangrenta e baseada em medos muito comuns, como a primeira temporada, intitulada Murder House.
Brad Falchuk, co-criador da série, anunciou que a história não se limitaria apenas às premissas do hotel, com a ação centrando-se no local, mas com um ambiente mais sombrio.
Também foi anunciado que várias personagens de temporadas anteriores voltariam nesta temporada, sendo a primeira delas, Marcy, a corretora imobiliária que vendeu a mansão Rosenheim para a família Harmon na primeira temporada da série.

### Escolha de elenco
Em 25 de fevereiro de 2015, Lady Gaga foi confirmada como personagem principal na quinta temporada da série. Alguns dias mais tarde, Matt Bomer, que entrou na temporada Freak Show e em Glee, e Cheyenne Jackson, que já havia trabalhado com Ryan Murphy e Brad Falchuk em Glee foram também confirmados para a temporada. Em 17 de março de 2015, Ryan Murphy publicou em seu twitter que Wes Bentley estaria na série como personagem regular. Em 24 de março, Ryan anunciou no twitter que Chloë Sevigny voltaria para American Horror Story após ter participado na segunda temporada. Em 8 de abril, foi anunciado que Kathy Bates seria a gerente do hotel. E 13 de abril, Sarah Paulson foi também confirmada, com Ryan dizendo que ela seria "a pior das piores mulheres". Em 24 de abril, Ryan anunciou que Evan Peters estaria à espera no quarto 64. Angela Bassett foi confirmada em 30 de abril, quando Ryan twittou que ela "faria muitos sarilhos com Lady Gaga no Salão de Bailes e em outros lugares". Em seguida, em 25 de maio, Max Greenfield foi confirmado por Ryan, que disse que Max "faria check-in no hotel... mas não faria check-out". Em 17 de junho, Ryan anunciou que Finn Wittrock estaria em hotel, dizendo: "Finn Wittrock fará check-in no hotel. Quem Gaga irá escolher – Finn ou Matt Bomer?". Lily Rabe foi confirmada em 22 de julho como uma serial killer, que, mais tarde, foi revelado tratar-se de Aileen Wuornos, sendo assim, a terceira atriz a fazer parte de 4 temporadas da série—ao lado de Sarah Paulson e Evan Peters. Mais tarde, também foram confirmados Denis O'Hare, Naomi Campbell, Richard T. Jones, Mädchen Amick, Darren Criss, Mare Winningham e Christine Estabrook.

### Filmagens
As filmagens de Hotel começaram no dia 14 de julho de 2015, em Los Angeles, California, onde as primeiras duas temporadas foram filmadas. De acordo com o jornal Los Angeles Times, por razões criativas, a série que nas duas últimas temporadas foi filmada em Louisiana, em Nova Orleans, mudou suas locações para Los Angeles, que, de acordo com Ryan Murphy, é conectada com a história do hotel, revelando-se, mais tarde, que a temporada estaria interligada com Murder House, também filmada e passada em Los Angeles. Ryan Murphy revelou que um hotel de seis andares no estilo art déco foi construído no pátio dos estúdios da FX, inspirado em Hollywood, na década de 1930.